# Frank Cadogan Cowper
Frank Cadogan Cowper, né le 16 octobre 1877 à Wicken, dans le Northamptonshire, et mort le 17 novembre 1958 à Cirencester, est un peintre et illustrateur anglais de portraits, scènes historiques et littéraires, décrit comme « le dernier des préraphaélites ».

## Biographie
Cowper est né à Wicken, dans le Northamptonshire, fils d'un auteur et pionnier de la croisière côtière en yacht, Frank Cowper, et petit-fils du recteur de Wicken. Il a  étudié l'art à la St John's Wood Art School en 1896, puis aux Royal Academy Schools de 1897 à 1902. Il expose pour la première fois à la Royal Academy en 1899, et obtient un succès critique deux ans plus tard avec An Aristocrat answering the Summon to Execution, Paris 1791 (1901). En 1902, il a passé six mois à étudier avec Edwin Austin Abbey avant de se rendre en Italie.
Il a travaillé à la fois à l'aquarelle et à l'huile, et a également travaillé comme illustrateur de livres, fournissant les illustrations de The Imperial Shakespeare de Sir Sidney Lee. Il a contribué à une peinture murale dans les chambres du Parlement en 1910 avec Byam Shaw, Ernest Board et Henry Arthur Payne.
Au fur et à mesure que la mode artistique évolue, Cowper expose de plus en plus ses portraits mais continue de produire des œuvres historiques et littéraires.
Il prend sa retraite de Londres dans le Gloucestershire. Son The Ugly Duckling a été élu tableau préféré des visiteurs de la Cheltenham Art Gallery en 2005.
Le prix record aux enchères pour une peinture de Cowper est de 469 250 £ pour Our Lady of the Fruits of the Earth (1917) chez Christie's à Londres le 17 décembre 2011.

### Adhésions professionnelles
- Royal Watercolour Society (associé en 1904, membre à part entière en 1911)
- Royal Academy of Arts (associé en 1907, membre à part entière en 1934)
- Society of Graphic Art (dès les débuts de la Society, en 1921)

## Œuvre

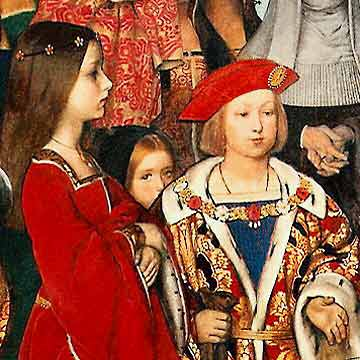
Érasme et Thomas More visitent les enfants du roi Henri VII (roi d'Angleterre) à Greenwich, 1499, détail, huile sur toile, palais de Westminster, vers 1910.

- Lancelot abat le chevalier caïtien Sir Tarquin et sauve la belle dame et le chevalier en captivité
- Saint François d'Assise
- Eve
- La Patiente Griselda
- Demoiselles vénitiennes écoutant une sérénade
- Notre Dame des Fruits de la Terre
- Autoportrait, 1899
- Sainte Agnès en prison recevant du paradis la bure de satin blanc, 1905
- Molly, Duchesse de Nona, 1905
- A Merciles Beaute, 1906
- Vanity, 1907
- Raiponce, 1908
- L'Oiseau Bleu, 1918
- Vanity II, 1919
- Portait de Fraunces, Beatrice, James et Synfye, 1919
- La Loyale Rosamunde et Eleanor, 1920
- La Demoiselle du lac, 1924
- La Belle Dame sans merci, 1924
- Le Songe de Titania, 1928
- Le Bol d'or, 1956

#### Thèses et mémoires
- (en) Amanda B. Waterman, Frank Cadogan Cowper: the last Pre-Raphaelite, Université de Washington, 2008
- (en) Lail A. Marmor, Re-Presenting Rossetti: The Art of Frank Cadogan Cowper, Université du Wisconsin-Milwaukee, mai 2013 (lire en ligne)